# Лосано, Брайан
Бра́йан Авели́но Лоса́но Апари́сио (исп. Brian Avelino Lozano Aparicio) (родился 23 февраля 1994 года в Монтевидео) — уругвайский футболист, полузащитник клуба «Атлас». В 2015—2019 годах играл за сборную Уругвая.

## Биография

### Клубная карьера
Брайан Лосано родился в Монтевидео, воспитанник футбольной школы «Дефенсор Спортинга». Дебютировал в уругвайской Примере на стадионе Луис Франсини против «Пеньяроля» 6 сентября 2014 года, выйдя на замену на 79-й минуте Николасу Оливере. Игра закончилась со счётом 0:0. В своей третьей игре в чемпионате 21 сентября Лосано отметился забитым голом в ворота «Хувентуда», чем помог «фиолетовым» одержать победу — 2:0. Всего в сезоне 2014/2015 Лосано в 25 играх чемпионата забил семь голов и заработал одну красную карточку.
Сезон 2015/2016 Лосано начал очень успешно — в семи матчах Апертуры он отметился четырьмя забитыми голами. В розыгрыше Южноамериканского кубка 2015 Лосано помог «Дефенсору» дойти до 1/4 финала. В этом турнире он отметился двумя забитыми голами — в ворота «Боливара» и «Университарио». 31 августа 2015 Лосано отметился двумя забитыми мячами в ворота «Пеньяроля» и помог «Дефенсору» одержать победу со счётом 3:1. После игры Лосано признался, что для него было честью играть против команды, в которой выступает кумир его детства Диего Форлан.
Первую половину 2016 года Лосано провёл в мексиканской «Америке», после чего был отдан в аренду в «Насьональ». С 2017 года выступает за «Сантос Лагуну».
В июле 2022 года был отдан в аренду в «Пеньяроль». Дебютировал за новую команду 1 августа в матче 1 тура Клаусуры чемпионата Уругвая, в котором «Пеньяроль» на своём поле уступил «Фениксу» со счётом 0:1.

### Карьера в сборной
В 2015 году Лосано в составе молодёжной сборной (до 22 лет) стал победителем Панамериканских игр в Канаде. Лосано стал автором единственного гола в финальном матче турнира в ворота сборной Мексики. Всего же в пяти матчах первенства Брайан отметился двумя забитыми голами. Лосано вместе с ещё пятью уругвайцами попал в символическую сборную турнира на позиции лучшего левого полузащитника.
В сентябре 2015 года Оскар Вашингтон Табарес вызвал Сантоса в расположение основной сборной Уругвая. Игрок дебютировал в национальной команде 4 сентября в товарищеском матче против Панамы на стадионе Роммель Фернандес Гутьеррес в столице центральноамериканского государства. Игра завершилась победой «селесте» 1:0. Лосано вышел на замену Диего Ролану на 74-й минуте встречи.

## Титулы и достижения
Командные
- Чемпион Уругвая (1): 2016
- Чемпион Панамериканских игр (1): 2015

Личные
- Лучший дебютант чемпионата Уругвая (1): 2014/15